# Herman I van Thüringen
Herman I van Thüringen (circa 1155 - Gotha, 25 april 1217) was paltsgraaf van Saksen en landgraaf van Thüringen.

## Levensloop

### Jeugd
Hij was een jongere zoon van landgraaf Lodewijk II van Thüringen en diens gemalin Judith van Hohenstaufen, een halfzus van keizer Frederik I Barbarossa. Samen met zijn oudste broer, de latere Lodewijk III, werd hij onder andere aan het hof van koning Lodewijk VII van Frankrijk opgevoed.

### Welfen en Ghibellijnen
In de zogenaamde Investituurstrijd stonden de pausgezinden (Welfen) tegenover de keizersgezinden (Ghibellijnen).
In 1180 steunden Herman en zijn broer Lodewijk III keizer Frederik I Barbarossa von Hohenstaufen in het conflict met diens belangrijkste opponent Hendrik de Leeuw en het Welfische Huis. De broers werden gevangengenomen en een jaar later vrij gelaten. Hendrik de Leeuw werd op de rijksdag van Gelnhausen in 1180 afgezet en het hertogdom Saksen werd gesplitst. Lodewijk III kreeg het oostelijk deel en werd door keizer Frederik Barbarossa benoemd tot paltgraaf van Saksen.

### Paltsgraaf
In 1181 kreeg Herman van zijn broer Lodewijk het paltsgraafschap Saksen. Hij vestigde zich op kasteel Neuenburg bij Freyburg aan de Unstrut. De bouw van dat kasteel was omstreeks 1090 door zijn grootvader Lodewijk de Springer begonnen. Herman bouwde in de Neuenburg rond 1180 de Romaanse dubbelkapel. Herman huwde in 1182 Sophia van Sommerschenburg. De goede verstandhouding met de keizer bekoelde toen Lodewijk III huwelijksplannen had met Sophia van Kiev. Waarschijnlijk gaf Herman in Neurenburg aan Hendrik van Veldeke de opdracht zijn Eneasroman te voltooien, wat hij deed in 1186. Mogelijk moest de roman de relatie met de keizer verbeteren.

### Landgraaf
Toen zijn broer Lodewijk, die geen mannelijke erfgenamen had, in 1190 tijdens de Derde Kruistocht stierf, volgde Herman hem op als landgraaf van Thüringen. Hij was nu de gelijke van de rijksgroten en stond in hiërarchie boven de andere Thüringse graven. De nieuwe keizer Hendrik VI wilde het leen naar zich toetrekken en maakte het Herman lastig. Na het overlijden van zijn eerste vrouw, hertrouwde Herman in 1196 met Sophia van Wittelsbach, de dochter van Otto van Wittelsbach en Agnes van Loon. Agnes was de dochter van Lodewijk I van Loon en Agnes van Metz, de opdrachtgeefster van Hendrik van Veldekes Leven van Sint-Servaas.
In 1197 nam Herman deel aan de kruistocht die keizer Hendrik VI organiseerde, maar na de plotse dood van Hendrik werd afgebroken.
Na de dood van Hendrik brak er tussen Filips van Zwaben en Otto van Brunswijk, keizer Otto IV, een machtsstrijd uit over de Rooms-Duitse troon, die tot in 1208 duurde. Landgraaf Herman wisselde meermaals van zijde om zo zijn grondgebied te kunnen uitbreiden, want het zou toch niet uitmaken wie er won. De huwelijkspolitiek van Herman was daar ook op gericht. Vanaf 1211 steunde hij Frederik II, de kleinzoon van Frederik Barbarossa, in zijn strijd om de Rooms-Duitse troon en nodigde hem uit naar Duitsland te komen. Saksische edelen vielen daarop Thüringen aan, maar Frederik II arriveerde in 1212 net op tijd.

### Mecenas

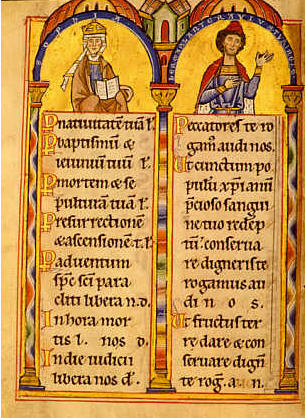
Het Landgrafenpsalter met links Sophia van Wittelsbach en rechts Herman I van Thüringen, ca. 1210

Als paltsgraaf van Saksen en landgraaf van Thüringen promootte Herman I de literatuur, waar hij in zijn periode aan het hof van koning Lodewijk VII van Frankrijk kennis mee had gemaakt. Zo steunde hij Hendrik van Veldeke en Wolfram von Eschenbach, die een deel van zijn Parzival op de Wartburg schreef. Herman had als landgraaf van Thüringen de Wartburg bij Eisenach gekozen als centrum voor zijn politieke en kunstzinnige activiteiten. Aan het Thüringse hof bestond een 'antikiserende' belangstelling. Von Eschenbach was niet over alle bewoners van de Wartburg te spreken: hij vond dat 'de ware mildheid u [vorst Herman van Düringen] een zeer gemengd gevolg heeft opgeleverd, deels een verachtelijke bende en voor een ander deel een nobele schare.'
Wolfram von Eschenbach zou naar eigen zeggen geïnspireerd zijn door een tekst van Kyot, een troubadour uit de Graafschap Provence, dat (nog) buiten de invloedssfeer van het Franse koningshuis lag. Kyot dankte zijn werk op zijn beurt aan Flegetanis van Toledo (Spanje).
Hendrik van Veldekes Eneasroman (1186) had als uitgangspunt de Anglo-Normandische Roman d'Eneas (ca. 1155). Dat was een typisch voorbeeld van de heropleving van belangstelling voor de antieke literatuur aan het Angevijnse hof van koning Hendrik II Plantagenet en koningin Eleonora van Aquitanië, tegenstanders van het Franse koningshuis.
Na de voltooiing van de Eneasroman gaf Herman Herbort von Fritzlar opdracht de lange voorgeschiedenis van Troje te beschrijven: Liet von Troye (na 1190), naar de Roman de Troie van Benôit de Sainte-Maure. Herbort zag zichzelf als opvolger van de Limburgse dichter Hendrik van Veldeke. Omstreeks dezelfde tijd maakte Albrecht van Halberstadt voor Herman naar Ovidius' Metamorfosen een werk in de Duitse volkstaal.
Als bibliofiel bestelde Herman begin 13e eeuw een psalter, het Landgrafenpsalter (ca. 1210), waar hij met zijn vrouw Sophia van Wittelsbach op afgebeeld staat.
Herman gaf Wolfram von Eschenbach de opdracht voor het schrijven van de Willehalm (ca. 1210-1220). De dichter noemde daarin Veldeke 'meinen meister'.

### Overlijden
In april 1217 overleed hij, in de kerkelijke ban, in de stad Gotha, waarna hij in een klooster in Reinhardsbrunn (in Friedrichroda bij Gotha) werd begraven. De grafstenen van de familieleden werden later overgebracht naar de St. Joris kerk in Eisenach.

## Huwelijken en nakomelingen
In 1182 huwde Herman met Sophia van Sommerschenburg en kreeg met haar twee dochters:
- Jutta (1184-1235), huwde met markgraaf Diederik van Meißen en daarna met graaf Poppo VII van Henneberg.
- Hedwig (overleden in 1247), huwde met graaf Albrecht II van Weimar-Orlamünde

Na de dood van zijn eerste vrouw trouwde Herman in 1196 met Sophia van Wittelsbach, dochter van hertog Otto I van Beieren en Agnes van Loon. Ze kregen zes kinderen:
- Irmgard (1197-1244), huwde met vorst Hendrik I van Anhalt
- Lodewijk IV (1200-1227), landgraaf van Thüringen
- Herman (1202-1216)
- Hendrik Raspe IV (1204-1247), landgraaf van Thüringen en vanaf 1246 Rooms-Duits tegenkoning
- Agnes (1205-voor 1247), huwde met Herman van Oostenrijk en daarna met Albrecht I van Saksen
- Koenraad I (1206-1240), vanaf 1239 grootmeester van de Duitse Orde